# Miklós Sándor havasalföldi fejedelem
Miklós Sándor vagy Nicolae Alexandru (? – 1364. november 16.) vajda,  I. Basarab fia,  1352 – 1364. november között uralkodott Havasalföldön, de apja életének utolsó éveiben már társuralkodó volt. Apjához hasonlóan ő is kun származású volt, erre engednek következtetni a feljegyzésekben leírt alkata sőt számos képi ábrázolás is.
1344-ben újból elismerte a magyar király formális fennhatóságát, amelyet apja rázott le a posadai csata után.
1359-ben ő alapította Argyasudvarhelyen (Curtea de Argeș) az esztergomi érsekségnek alárendelt Magyar-Oláhországi római-katolikus püspökséget („Mitropolia Ungro-Vlachiei”), amelyet utódai felszámoltak, és helyette ortodox püspökséget hoztak létre.